# Willi Heinze

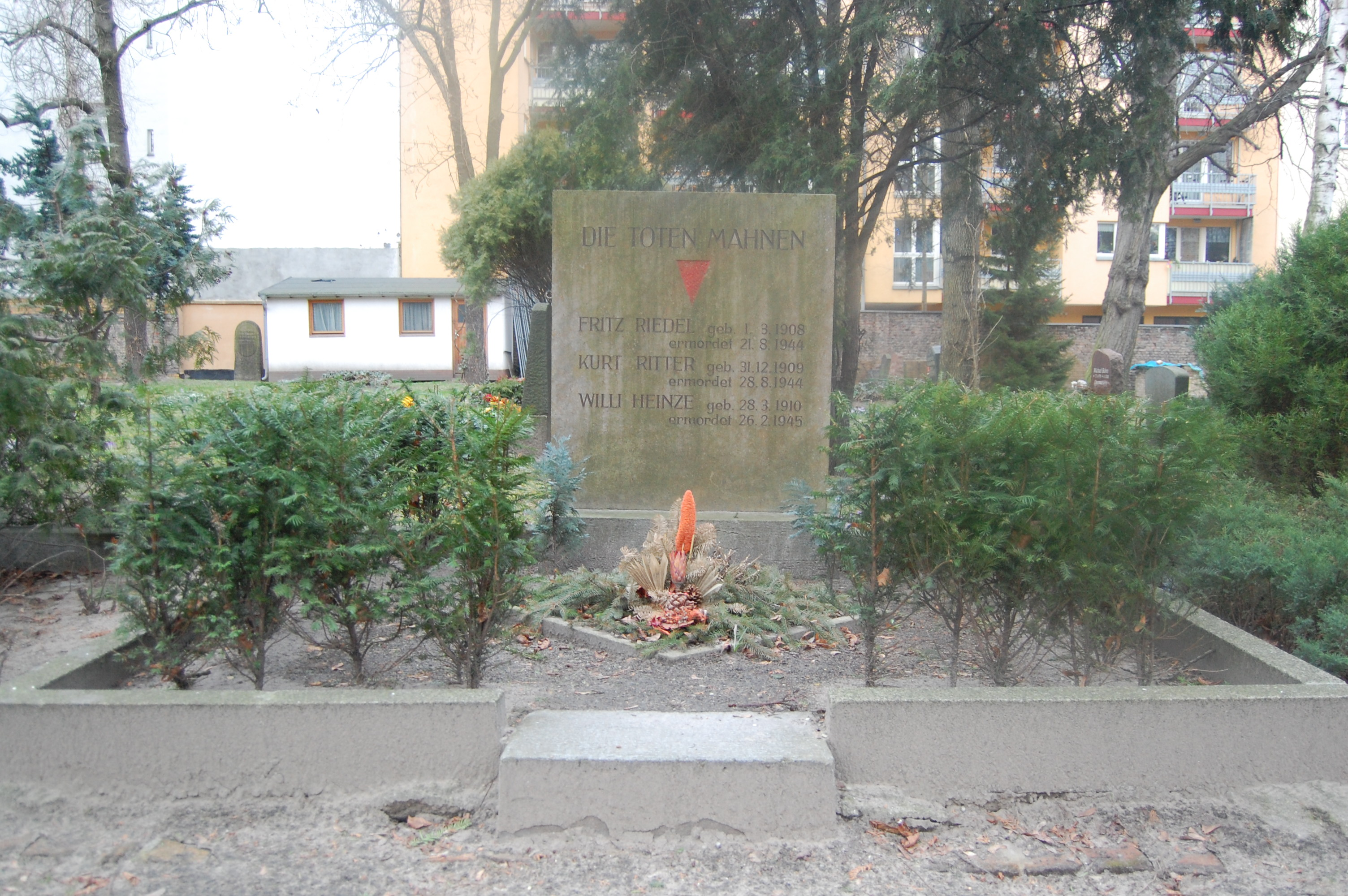
Gedenkstein für Heinze, Riedel und Ritter in der Berliner Boxhagener Straße

Willi Heinze (* 29. März 1910 in Berlin; † 26. Februar 1945 im Zuchthaus Brandenburg-Görden) war ein deutscher Kommunist und Widerstandskämpfer gegen den Nationalsozialismus.

## Leben
Willi Heinze war von Beruf Packer/Expedient. Ab 1924 war er Mitglied der Sozialistischen Arbeiter-Jugend und ab 1926 des Kommunistischen Jugendverband Deutschlands. Bis 1933 war er aktives Mitglied in der KPD und Mitarbeiter in der Leitung der Berliner Parteiorganisation um Anton Saefkow. Nach der nationalsozialistischen „Machtergreifung“ arbeitete er im Berliner Widerstand gegen die nationalsozialistische Diktatur. Er wirkte bei der Widerstandgruppierung um Robert Uhrig mit.
Am 10. August 1944 wurde er festgenommen und am 18. Januar 1945 vom 5. Senat des Volksgerichtshofes zum Tode verurteilt. Am 26. Februar 1945 wurde er kurz vor Ende des Zweiten Weltkriegs im Zuchthaus Brandenburg hingerichtet.
In Berlin erinnert eine Gedenktafel an seinem Wohnhaus in der Wilhelm-Stolze-Straße 32 an ihn. Auf dem Friedhof der Georgen-Parochialgemeinde in der Berliner Boxhagener Straße befindet sich die Urnen-Grabstätte Heinzes (gemeinsam mit Kurt Ritter und Fritz Riedel) mit einem Gedenkstein „Die Toten mahnen“. Die Grabstätte war in der DDR ein VVN-Ehrengrab und auch nach 1989 vorübergehend auf der Denkmalliste von Berlin-Friedrichshain verzeichnet.